# Vägval Söderhamn
Vägval Söderhamn var en lokal samlingslista i valet till kommunfullmäktige i Söderhamns kommun 2006. Listan bestod av oberoende kandidater och medlemmar från Söderhamnsvänstern som bildades som en följd av motsättningar inom Vänsterpartiet.
I valet 2006 fick listan 432 röster, 2,71 %, vilket räckte till 1 mandat i Söderhamns kommunfullmäktige. Det gamla Vänsterpartiet fick däremot 9,34 % i samma val, vilket visade att Vägval Söderhamn hade ett tämligen begränsat stöd bland vänsterväljarna i kommunen och partiet ställde därför inte upp i kommunalvalet 2010.